# 赤松中學
赤松中學是日本的輕小說家、腳本家、漫画原作。
シナリオ工房 月光（代表：重馬敬）所属。存在有同社名義發表的作品。

## 作品一覧

### 小説
MF文庫J刊
- 《宙士諾德》（2007年－2008年），全3集。得到第3回MF文庫J輕小說新人獎優秀獎。[1]
- 《緋彈的亞莉亞》（2008年－），既刊36集。
- 《Cheers!愛的鼓勵》（插圖：小舞一，已經出版6冊）。中文版尖端出版出版發行。

電擊文庫刊
- 《魔劍的愛莉絲貝兒》（2012年－2016年），全6集。

### 原作
- 《ホームズ・ツインズ!》（月刊少年ブラッド連載，原作：シナリオ工房 月光 / 作画：辻野芳輝）

## 外部連結
- （日語） 赤松中学のページ （页面存档备份，存于）
- 赤松中學的X（前Twitter）